# آدولفینو کانیته
آدولفینو کانیته (اسپانیایی: Adolfino Cañete‎؛ زادهٔ ۱۳ سپتامبر ۱۹۵۶) بازیکن فوتبال اهل پاراگوئه بود.
از باشگاه‌هایی که در آن بازی کرده‌است می‌توان به باشگاه فوتبال لانوس و باشگاه فوتبال کروز آزول اشاره کرد.
وی همچنین در تیم ملی فوتبال پاراگوئه بازی کرده‌است.